# 団原古墳
団原古墳（だんばらこふん）は島根県松江市にあった古墳。

## 概要
松江市山代町団原の丘陵上に位置している。1988年（昭和63年）に島根県教育委員会による発掘調査が行われ、石棺式石室が検出された。墳丘の形状は確認できず不明。周辺からの出土品などから古墳時代後期（6世紀後半以降）に築造されたと考えられている。なお、現地は民有地で現在では畑となっており、古墳の痕跡を見ることは出来ない。

### 出土品
- 須恵器（出雲型子持壷） - 5点
- 弥生土器 - 1点

出雲型子持壷は出雲地方東部から多く出土しているが、透かし穴が開けられているなど実用性が無いことから祭祀において使用されたと考えられている。

### 石室
団原古墳から出土したとされる石棺式石室が、愛知県名古屋市の名古屋城本丸北側の庭園に置かれている。民間人の寄贈とされるがその経緯などは不明。